# Kazimierz Pułaski

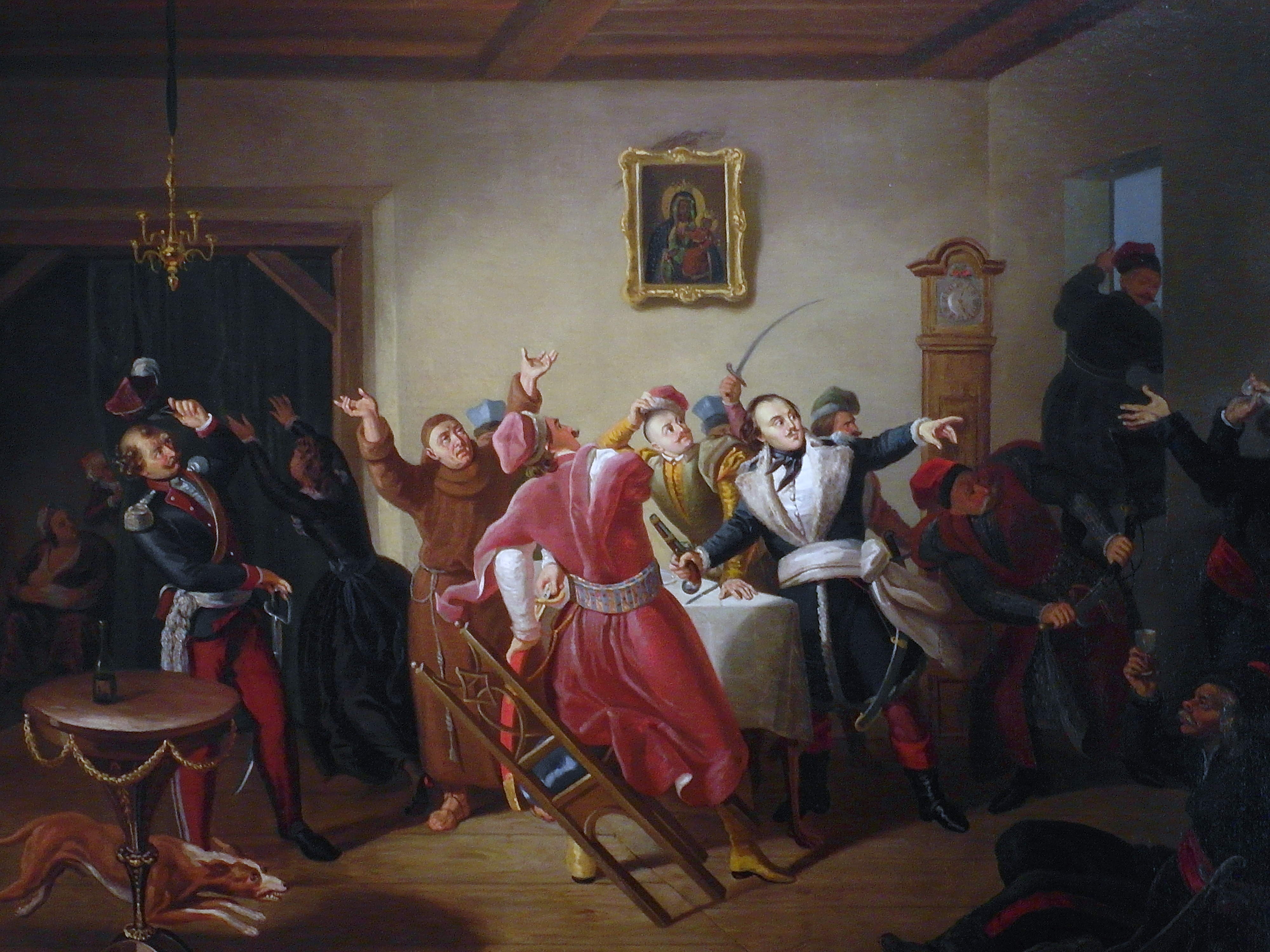
Pułaski w Barze, obraz pędzla Kornelego Szlegla

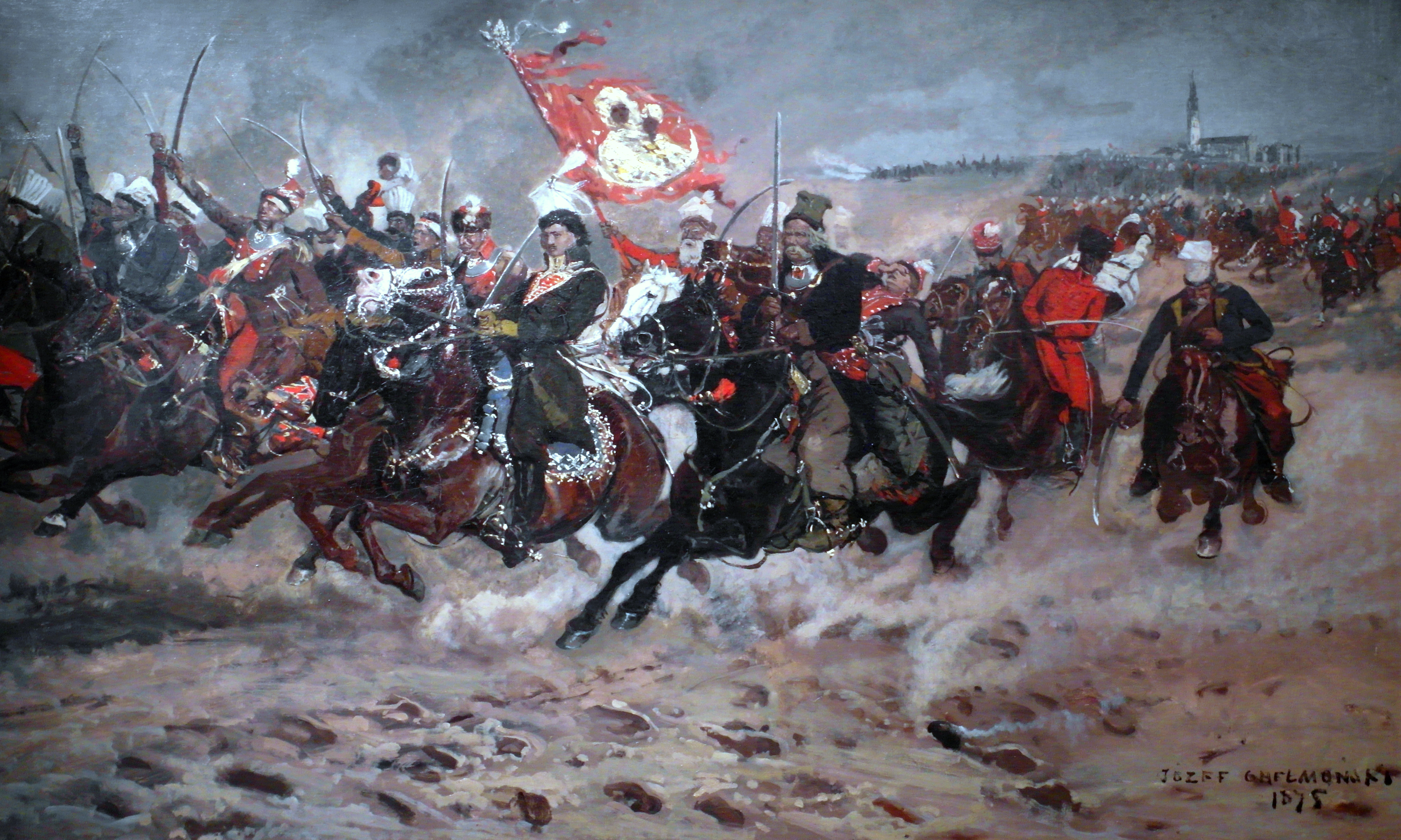
Kazimierz Pułaski pod Częstochową, obraz Józefa Chełmońskiego z 1875 roku

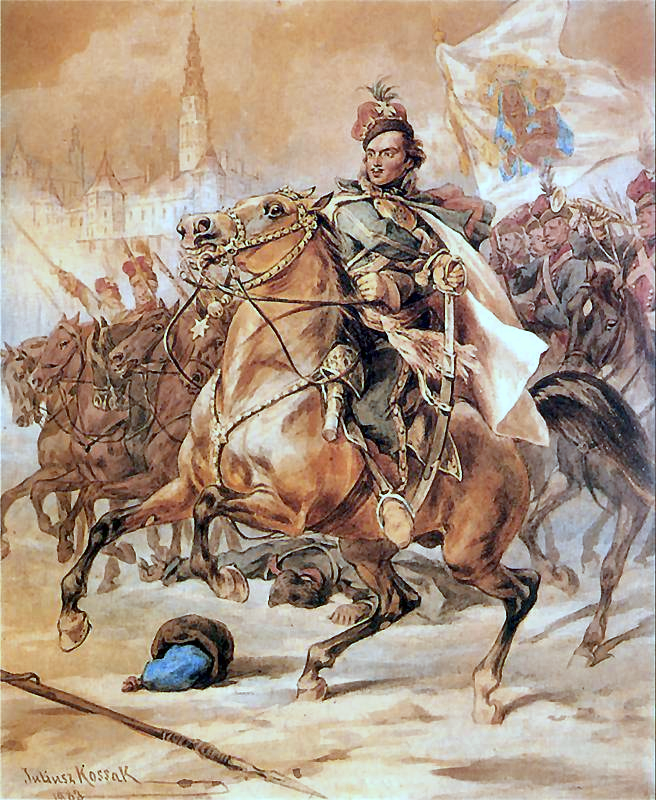
Kazimierz Pułaski pod Częstochową,
akwarela Juliusza Kossaka

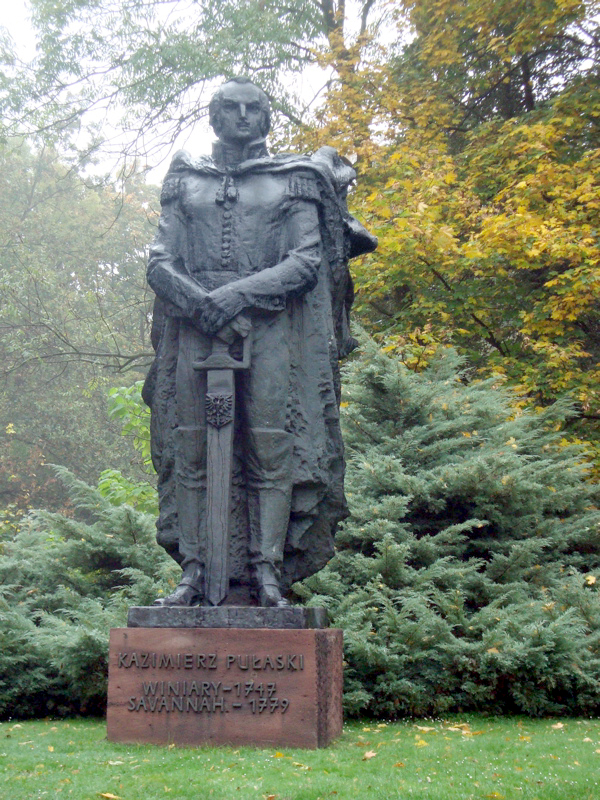
Pomnik Kazimierza Pułaskiego w parku przy muzeum Jego imienia w Warce – Winiarach proj. Kazimierz Danilewicz

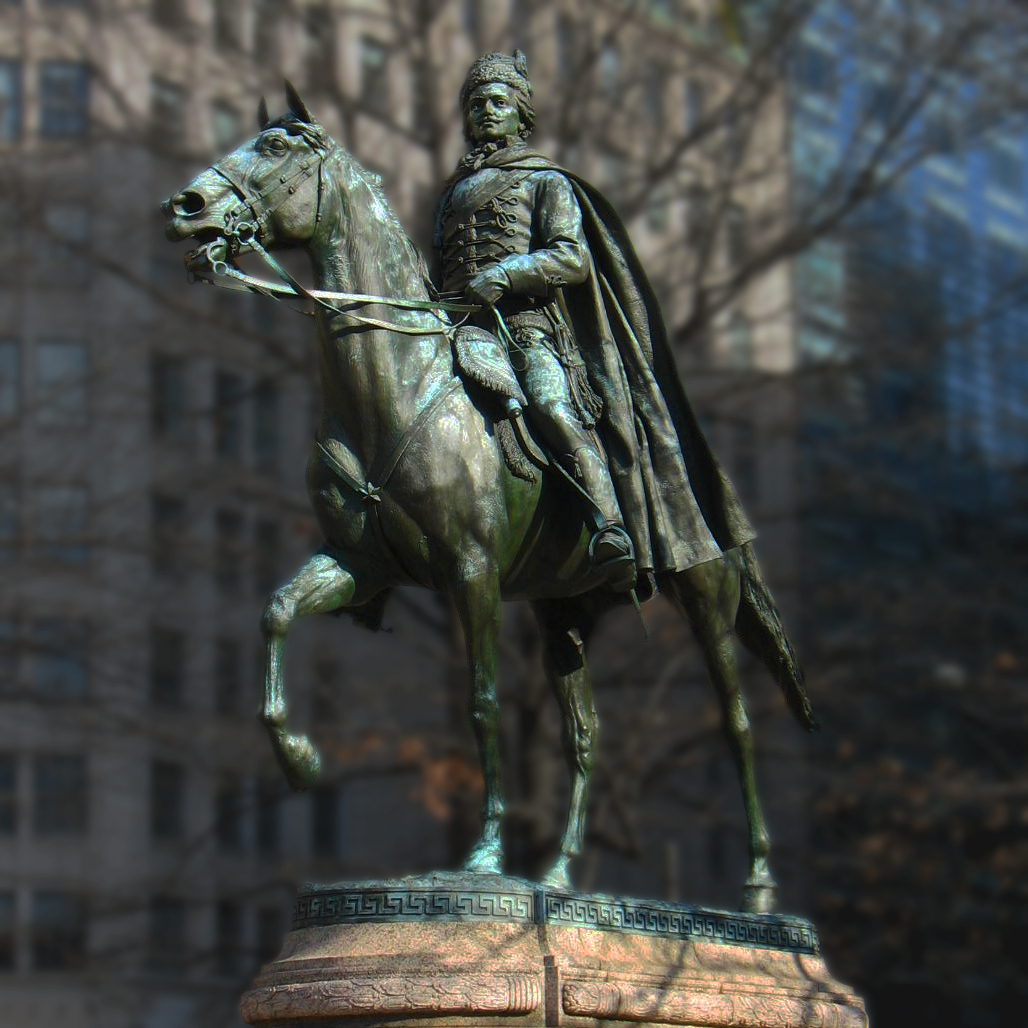
Pomnik Pułaskiego w Waszyngtonie (2014)

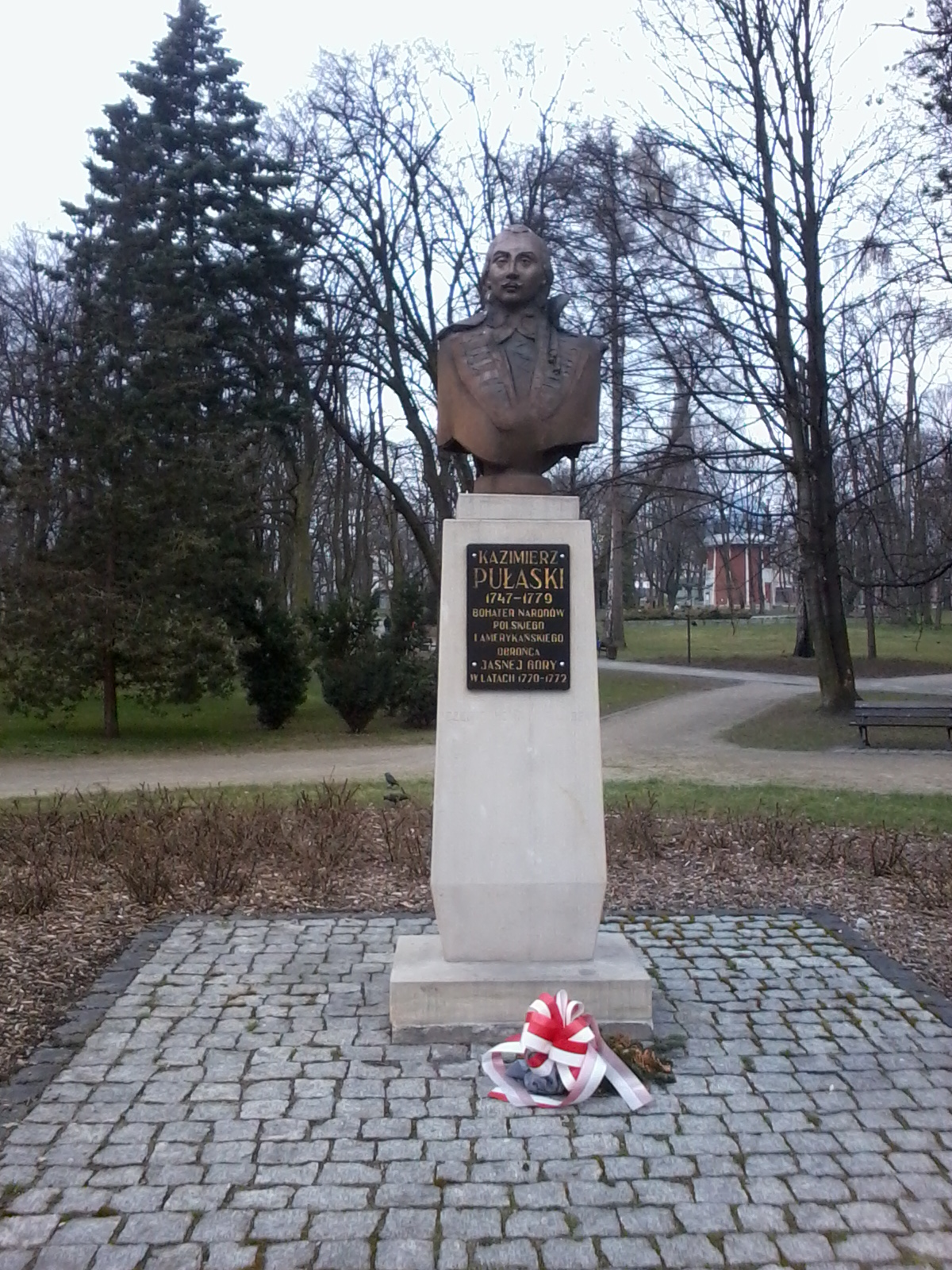
Popiersie Kazimierza Pułaskiego w parku w Częstochowie

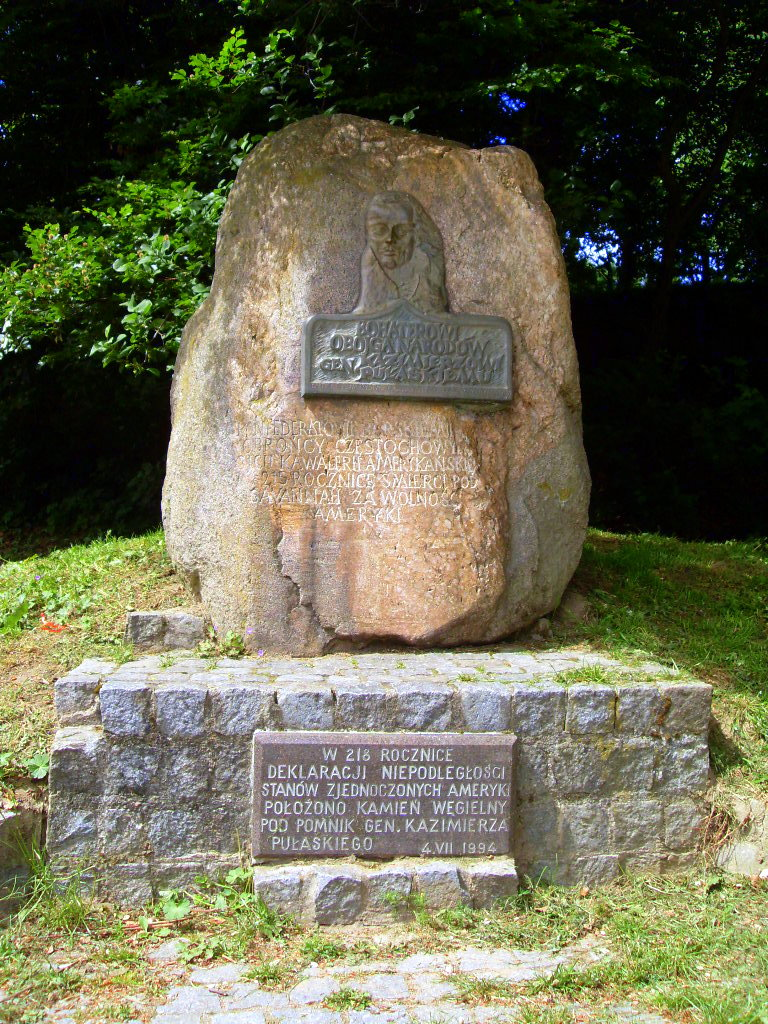
Pomnik poświęcony generałowi postawiony przez Bałtyckie Towarzystwo Polska-Stany Zjednoczone w Koszalinie

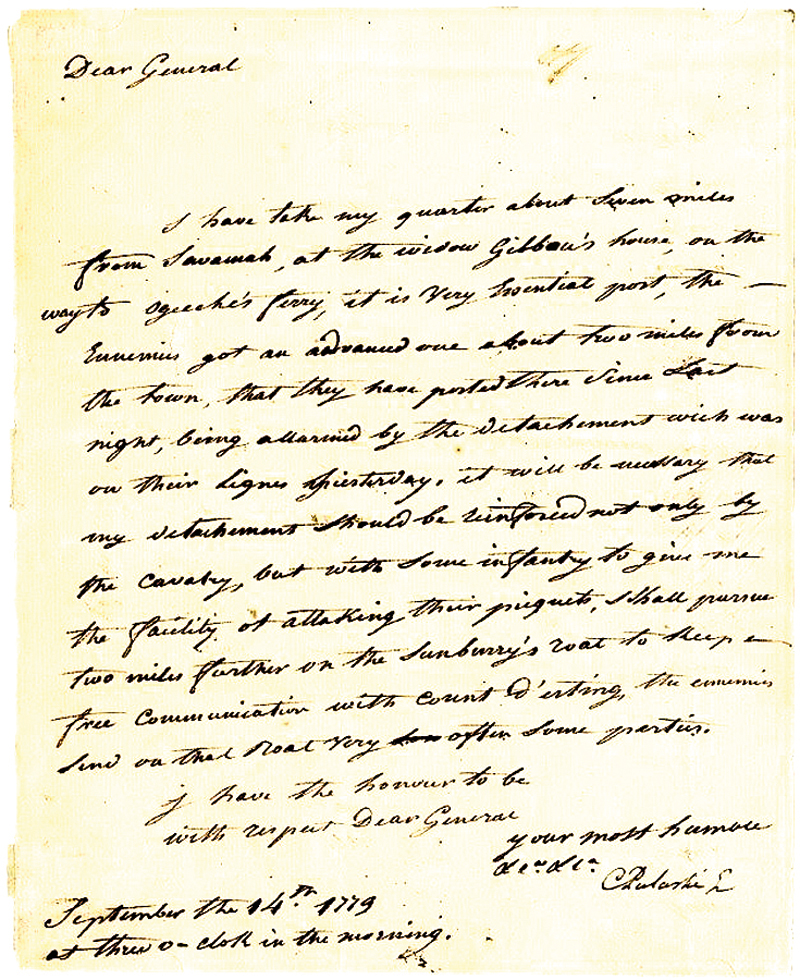
List Kazimierza Pułaskiego wysłany 14 września 1779 spod Savannah

Kazimierz Pułaski, właściwie Kazimierz Michał Władysław Wiktor Pułaski herbu Ślepowron (ur. 4 lub 6 marca 1745  w Warszawie, zm. 11 października 1779 pod Savannah) – bohater walk o wolność dwóch narodów, polskiego i amerykańskiego, jeden z dowódców i marszałek konfederacji barskiej, generał i bohater wojny o niepodległość USA, wolnomularz. Nazywany „ojcem amerykańskiej kawalerii”. W 2009 roku amerykański kongres przyznał mu honorowe obywatelstwo USA.

## Życiorys

### Młodość
Urodził się 4 lub 6 marca 1745 w nieistniejącym dziś dworku Pułaskich w Warszawie (w pobliżu dzisiejszego adresu ul. Nowy Świat 53 róg ul. Wareckiej). Był synem starosty wareckiego Józefa Pułaskiego i Marianny z Zielińskich, bratem Antoniego i Franciszka Ksawerego z Pułaskich, wywodzących się ze wsi Pułazie-Świerże.

### Data i miejsce urodzenia
W opracowaniach podawane są różne daty i miejsce urodzenia. W 1911 Kazimierz Ferdynand Pułaski – historyk i prawnuk Antoniego Pułaskiego, brata Kazimierza, podał datę urodzenia Kazimierza Pułaskiego 4 marca 1747 i miejsce: Warka – Winiary. Data ta i miejsce urodzenia Warka – zostały powtórzone przez Władysława Konopczyńskiego w biografii z 1931. Polski Słownik Biograficzny podał datę 4 marca 1746. Według odnalezionego w latach 80. XX w. zapisu metrykalnego w księdze chrztu kościoła Świętego Krzyża w Warszawie data i miejsce urodzenia to 6 marca 1745, Warszawa. Muzeum Kazimierza Pułaskiego w Warce w biogramie swojego patrona z roku 2015 podaje „4 lub 6 marca 1745”.
W Warce w dworze w Winiarach spędził dzieciństwo. Uczył się w szkole parafialnej w Warce, a następnie w szkole księży teatynów w Warszawie. W 1762 został paziem księcia kurlandzkiego Karola Krystiana Wettyna. W Mitawie przeżył wyrzucenie księcia ze swojej stolicy przez wojska rosyjskie (1763). Po powrocie do domu otrzymał od ojca królewską wieś Zezulińce na Podolu i odtąd używał tytułu starosty zezulinieckiego. W 1764 podpisał elekcję Stanisława Augusta Poniatowskiego.

### Konfederacja barska
Wtajemniczony w przygotowania do konfederacji barskiej, zbroił oddziały na Podolu i Wołyniu. 29 lutego 1768 podpisał akt założenia konfederacji barskiej.
W latach 1768–1772 był jednym z dowódców konfederacji barskiej, został marszałkiem ziemi łomżyńskiej. Przez dwa tygodnie w 1768 bronił się w warownym klasztorze w Berdyczowie przed atakami armii rosyjskiej. Skapitulował, został wypuszczony po przyrzeczeniu porzucenia konfederacji. Już niedługo jednak ogłosił, że został do tego zmuszony siłą i będzie walczyć do ostatniej kropli krwi. Dowodził z Józefem Pułaskim w bitwie pod Orzechowem stoczonej 3 listopada 1768 roku przeciw armii rosyjskiej pod dowództwem Aleksandra Suworowa.
W 1769 bronił Okopów Świętej Trójcy przed przeważającą armią rosyjską, następnie przeszedł do Turcji, a potem na Podole. Gdy przybył z Podola pod Barwinek, 7 kwietnia 1769 roku, skoncentrowały się tam siły konfederackie ks. Jerzego Marcina Lubomirskiego, niefortunnego obrońcy Krakowa. Kazimierz Pułaski, mimo młodego wieku (24 lata), był czołowym dowódcą wojskowym konfederacji. Prowadził zaciągi i zorganizował pod Barwinkiem jeden z największych obozów konfederackich. Lubomirski powierzył Pułaskiemu funkcję regimentarza krakowsko-sanockiego i sandomierskiego. W Barwinku sygnowany był uniwersał nazwany imieniem Pułaskiego, wzywający pod broń szlachtę Podkarpacia. Stąd też w kwietniu 1769 r. wybrał się przeciw rosyjskim oddziałom Jelczaninowa do bitwy pod Iwlą. Pułaski z tego miejsca wyruszył w wielki rajd kawaleryjski na Podlasie i Litwę, w czasie którego w bitwie pod Łomazami poległ jego brat Franciszek Ksawery Pułaski, idący z odsieczą od Włodawy.
6 kwietnia 1769 na polach między Miejscem (dziś: Miejscem Piastowym) a Rogami, koło Krosna, miała miejsce bitwa konfederatów barskich z Rosjanami, w której Pułaski został ranny. Wkrótce przebił się ze swoim oddziałem na Litwę i Ruś, wzniecając tam powstanie antyrosyjskie. Wsławił się między innymi brawurową obroną Jasnej Góry przed wojskami rosyjskimi gen. Iwana Drewicza i królewskimi (od 31 grudnia 1770 do 14 stycznia 1771).
Mniej szczęśliwe były wystąpienia Pułaskiego w polityce: ulegając wpływom Wessla i jego otoczenia, podjął się na rozkaz Generalności zorganizowania porwania króla, Stanisława Augusta Poniatowskiego 3 listopada 1771. Przywódcy konfederacji chcieli w ten sposób urzeczywistnić ogłoszone bezkrólewie. Z projektem porwania króla zgłosił się do Pułaskiego w lipcu konfederat litewski Stanisław Strawiński. W październiku u Franciszki Krasińskiej na Śląsku spotkał się z Józefem Zarembą, gdzie przyjęto ułożony przez barona Vioménila plan ofensywy na Warszawę. Pułaski wyruszył z Częstochowy 20 października 1771 r., ale na skutek braku współdziałania z Zarembą został pobity przez wojska podpułkownika Langa pod Skaryszewem. Po niepowodzeniu zamachu spadła na niego główna odpowiedzialność; wypierał się swego udziału, ale wobec oczywistych dowodów władze austriackie zakazały mu pobytu na swym terytorium.

### Na emigracji
Po upadku konfederacji w 1772, zaocznie skazany w sierpniu 1773 r. na śmierć za próbę królobójstwa, musiał emigrować z Polski. Władze żadnego kraju europejskiego nie chciały go jednak przyjąć. Początkowo przebywał na Śląsku, w Dreźnie i we Francji. Po wydaniu wyroku udał się do Turcji, skąd jednak po interwencji dyplomatycznej go wydalono, a następnie znów nielegalnie przebywał we Francji, skąd w połowie 1777 r. wyjechał na zaproszenie generała Lafayette’a do powstających właśnie Stanów Zjednoczonych Ameryki.

Hrabia Pułaski z Polski, oficer znany w całej Europie z odwagi i walki o wolność swojego kraju z przeważającymi siłami Rosji, Austrii i Prus, może być bardzo użyteczny w naszej służbie

W latach 1777–1779 walczył w szeregach armii Jerzego Waszyngtona w wojnie o niepodległość Stanów Zjednoczonych. 11 września 1777 w bitwie nad Brandywine dzięki swojej odwadze, brawurową szarżą kawaleryjską (skośne uderzenie na front i prawe skrzydło Anglików) uratował życie Jerzego Waszyngtona i osłonił odwrót sił amerykańskich. W uznaniu zasług wojennych Pułaskiego, uchwałą Kongresu z dnia 15 września 1777 roku mianowano go "dowódcą amerykańskich lekkich dragonów w randze jenerała brygady", co oznaczało objęcie dowództwa nad całą konnicą Armii Kontynentalnej. W 1778 utworzył legion kawalerii, na którego czele odniósł zwycięstwo nad Anglikami w bitwie pod Charleston (10 maja 1779).
Choć według wielu publikacji nie wiadomo, czy Kazimierz Pułaski i Tadeusz Kościuszko spotkali się w Ameryce, Janusz Wesołowski twierdzi, że do takiego spotkania doszło, nie uzasadnia jednak swojej tezy.
19 czerwca 1779 roku nadano mu stopień mistrza w amerykańskiej wojskowej loży wolnomularskiej.
Zmarł 11 października 1779 od ran odniesionych w czasie oblężenia Savannah. Początkowa hipoteza zakładała, że ciała nie zdołano przetransportować do brzegu z powodu upałów i został oddany morzu ze statku „Wasp”. 21 października 1779 po przycumowaniu statku do lądu odbył się symboliczny pogrzeb Kazimierza Pułaskiego. Generał został pochowany na plantacji w Savannah, na co wskazują badania archeologiczne z 1996 r., podczas których odkryto trumnę z napisem „Brygadier general Casimir Pulaski”. Uroczysty pogrzeb odbył się 9 października 2005 roku.
Na wieść o śmierci Pułaskiego generał Jerzy Waszyngton (stacjonujący wówczas ze sztabem w swojej głównej kwaterze w Moore House, w West Point) zadecydował, aby w dniu, w którym przyszła ta wiadomość (17 listopada 1779 r.), hasłem w wojsku stał się „Pułaski”, a odzewem „Polska”.

## Charakterystyka
Charles François Dumouriez, jeden z dowódców konfederacji barskiej, tak go scharakteryzował:

Młodzieniec popędliwy, dumny, bardziej jeszcze dumny niż ambitny, bardzo przywiązany do księcia kurlandzkiego, wielki wróg rodziny Potockich, nadzwyczaj dzielny i dość szczery w postępowaniu.

Zaś Jędrzej Kitowicz opisał go po latach:

Był statury niskiej, chuderlawy, szczupły w sobie, mowy prędkiej i chodu takiego. Był wielce wstrzemięźliwy tak od pijaństwa jak od kobiet. Zabawy jego najmilsze były w czasie od nieprzyjaciela wolnym ćwiczyć się w strzelaniu z ręcznej broni, pasować się z kim tęgim, na koniu różnych sztuk dokazywać, a w karty grać po całych nocach. Nic go bardziej nie bawiło jak utarczki z Moskalami.

## Badania pośmiertne
Szkielet pochowany w pobliżu pomnika Kazimierza Pułaskiego w Savannah, który miał do niego należeć, badano w 1996, kiedy stwierdzono, że mógł należeć do Pułaskiego; pojawiły się też hipotezy, że mógł należeć do kobiety. Do badań powróciły w 2015 dr Virginia Estabrook z Georgia Southern University, dr Megan Moore z Eastern Michigan University i Lisa Powell. Na podstawie nieopublikowanych w recenzowanym czasopiśmie naukowym analiz DNA stwierdzono, że szkielet mógł należeć do Pułaskiego. W oparciu o badania szkieletu zasugerowano, że osoba ta cierpiała na wrodzony przerost nadnerczy (co wiązało się hiperandrogenizmem i wirylizacją), genetycznie zaś mogła być „osobą interpłciową z biologicznymi cechami kobiety ”.

## Upamiętnienia

### Pamięć o Pułaskim w Polsce
- Działalność polityczną i wojskową Pułaskiego naświetlił szczegółowo w osobnej monografii Władysław Konopczyński (1931), podnosząc jego znaczenie historyczne jako „pierwszego powstańca, prekursora legionistów, wodza patriotycznej młodzieży, bojownika wolności naszej i cudzej, nade wszystko zaś nauczyciela bohaterstwa”[27] .
- W czasie trwania konfederacji barskiej walczył w okolicach Krynicy. W 1929, w 150. rocznicę śmierci, w Krynicy przy ul. Kazimierza Pułaskiego został usypany Kopiec Pułaskiego z pomnikiem gen. Kazimierza Pułaskiego. Od kilkudziesięciu lat jest tam także organizowany pieszy rajd turystyczny ku jego pamięci.
- W II Rzeczypospolitej jego imię nosił 9 Pułk Strzelców Konnych im. gen. Kazimierza Pułaskiego stacjonujący w Grajewie.
- W 1967 otwarto w dawnym dworku Pułaskich w Warce – Winiarach muzeum im. Kazimierza Pułaskiego.
- W 1976 wyemitowano polską monetę kolekcjonerską o nominale 100 zł. Moneta ta została wykonana ze srebra próby 625 w nakładzie 100 334 egzemplarzy, miała średnicę 32 mm i wagę 16,5 g, rant gładki[28].
- Ten sam wzór co moneta srebrna, miała również wyemitowana w tym samym roku złota moneta kolekcjonerska o nominale 500 zł, wybita z kruszcu próby 900 w nakładzie 2 315 egzemplarzy, która miała średnicę 32 mm i wagę 29,95 g, rant gładki[28].
- 13 października 1979 w 200. rocznicę śmierci w parku przy muzeum im. Kazimierza Pułaskiego w Warce – Winiarach odsłonięto pomnik gen. Kazimierza Pułaskiego zaprojektowany przez rzeźbiarza Kazimierza Danilewicza[29]. Drugi odlew – kopię tego samego pomnika przekazano jako dar społeczeństwa Polski dla Polonii w Buffalo[30].
- Jego imię nosił przedwojenny transatlantyk SS „Pułaski”, znany z powieści K.O. Borchardta. Obecnie imię generała noszą m.in. fregata rakietowa ORP „Generał Kazimierz Pułaski” Marynarki Wojennej RP oraz Uniwersytet Radomski.
- Oprócz tego w Beskidzie Niskim (nieopodal pozostałości po szańcach konfederatów) znajduje się Przełęcz Pułaskiego.
- Jego imię nosi niebieski szlak turystyczny Rzeszów – Grybów na odcinku: Grybów – Nowy Łupków.
- 7 października 2009 Senat Rzeczypospolitej Polskiej jednogłośnie[31] podjął uchwałę w sprawie uczczenia pamięci generała Kazimierza Pułaskiego (1745–1779), bohatera Rzeczypospolitej Polskiej i Stanów Zjednoczonych Ameryki, w 230. rocznicę śmierci. „...Senat Rzeczypospolitej Polskiej zwraca się do nauczycieli i wychowawców z apelem o popularyzację wśród młodzieży postaci Kazimierza Pułaskiego – regimentarza i generała, marszałka konfederacji ziemi łomżyńskiej, obrońcy Jasnej Góry, człowieka, który walcząc o wolność Ameryki, oddał życie za ideały wolności. Niech w sztafecie pokoleń, wśród imion tych, dzięki którym istnieje Rzeczpospolita, znajdzie się imię Kazimierza Pułaskiego, niech zachowane zostanie w zbiorowej pamięci”[5][32].
- Szkoły im. Kazimierza Pułaskiego: Zespół Szkół Mechaniczno-Elektrycznych w Częstochowie[33] Szkoła Podstawowa nr 30 w Krakowie[34], Szkoła Podstawowa nr 49 w Warszawie (od 1962, pźniejsze Gimnazjum nr 30), Publiczna Szkoła Podstawowa nr 2 w Warce[35] (1966), Publiczne Gimnazjum w Dębowcu (1999), Gimnazjum nr 1 w Rzeszowie (od 2006), Zespół Szkół Zawodowych w Gorlicach (od 1983), Szkoła Podstawowa w Tyliczu (od 1970)[36].

### Pamięć o Pułaskim w USA
W Stanach Zjednoczonych jest uważany za twórcę kawalerii amerykańskiej. Jest bohaterem narodowym USA. W 1929 Senat amerykański ustanowił 11 października Dniem Pamięci Generała Pułaskiego (General Pulaski Memorial Day). W pierwszą niedzielę października odbywa się największa w USA parada Pułaskiego (Pulaski Parade) na 5. alei w Nowym Jorku. Stan Illinois obchodzi Dzień Kazimierza Pułaskiego (Casimir Pulaski Day) w każdy pierwszy poniedziałek marca. W stanach Arkansas, Georgia, Illinois, Indiana, Kentucky, Missouri i Virginia istnieją hrabstwa Pulaski (Pulaski County).
Wybitny poeta Henry Wadsworth Longfellow napisał wiersz Hymn Of The Moravian Nuns Of Bethlehem At The Consecration Of Pulaski’s Banner (Hymn sióstr morawskich z Bethlehem na poświęcenie sztandaru Pułaskiego lub Na poświęcenie chorągwi Pułaskiego) (1854).
19 marca 2007 Senat amerykański jednomyślnie zagłosował za nadaniem mu honorowego obywatelstwa Stanów Zjednoczonych. 8 października 2009 decyzja została jednomyślnie poparta przez obie izby amerykańskiego Kongresu. Rezolucję wspierało 23 kongresmenów i senatorów z obu partii. 6 listopada 2009 Prezydent Barack Obama podpisał rezolucję nadającą pośmiertnie honorowe obywatelstwo USA Kazimierzowi Pułaskiemu.
Kazimierz Pułaski stał się 7. osobą w historii Stanów Zjednoczonych uhonorowaną w ten sposób, obok m.in. Marii Józefa La Fayette, Winstona Churchilla i Matki Teresy z Kalkuty.
Prezydent USA Donald Trump 11 października 2020 wydał proklamację ogłaszającą ten dzień Dniem Pamięci gen. Kazimierza Pułaskiego (jest to jednorazowe upamiętnienie tylko i wyłącznie w tym konkretnym dniu w roku 2020).

### Upamiętnienia imieniem w USA
- USS „Pulaski” – amerykański parowiec bocznokołowy,
- USS „Casimir Pulaski” – amerykański okręt podwodny o napędzie nuklearnym,
- Pulaski Barracks – osiedle mieszkaniowe w amerykańskiej bazie wojskowej w Kaiserslautern,
- wieś Pulaski w stanie Wisconsin,
- wieś Pulaski w stanie Nowy Jork,
- miasto Mount Pulaski w stanie Illinois,
- góra Pulaski Mountain w stanie Vermont[42],
- Dzień Kazimierza Pułaskiego – święto obchodzone w niektórych stanach USA, upamiętniające urodziny Kazimierza Pułaskiego,
- Fort Pulaski – zabytkowy fort położony na wyspie Cockspur w hrabstwie Chatham przy wybrzeżu stanu Georgia,
- Pulaski Skyway – dwa mosty w USA: w New Jersey i Bostonie,
- Pulaski Bridge – most w Nowym Jorku,
- Pulaski Technical College w amerykańskim mieście North Little Rock w stanie Arkansas,
- Pulaski High School w Milwaukee w stanie Wisconsin,
- Pulaski Road jedną z głównych ulic Chicago,
- Dwa parki Pulaskiego w Filadelfii, Pensylwania oraz w Northampton, Massachusetts,
- Hrabstwo Pulaski (ang. Pulaski County) – hrabstwa o tej nazwie w stanach: Arkansas, Georgia, Illinois, Indiana, Kentucky, Missouri i Wirginia; od nazwy hrabstwa w stanie Arkansas odkrytą tam głębinową skałę magmową z klasy sjenitu nazwano pułaskitem[43][44],
- Pulaski Square – Savannah,
- Pomnik Kazimierza Pułaskiego w Savannah.
- Pulaski (Tennessee) – miasto w hrabstwie Giles w stanie Tennessee, w Stanach Zjednoczonych.
- Pulaski Avenue – Cleveland w stanie Ohio.

### Filmy o Generale
- Kazimierz Pułaski – bohater dwóch narodów, scenariusz i reżyseria: Jolanta Kessler-Chojecka, film dokumentalny z 2007